# مسابقات جهانی دو و میدانی ۱۹۹۵
مسابقات جهانی دو و میدانی ۱۹۹۵ (به انگلیسی: 1995 World Championships in Athletics) پنجمین دوره مسابقات جهانی دو و میدانی بوده‌است؛ که در شهر گوتنبورگ، سوئد زیر نظر اتحادیه بین‌المللی فدراسیون‌های دو و میدانی برگزار شده است.
این مسابقات از ۵ اوت تا ۱۳ اوت ۱۹۹۵ با حضور ۱٬۸۰۴ ورزشکار از ۱۹۱ کشور جهان انجام شده است.

## رشته‌های ورزشی
- ۱۰۰ متر
- ۲۰۰ متر
- ۴۰۰ متر
- ۸۰۰ متر
- ۱٬۵۰۰ متر
- ۵٬۰۰۰ متر
- ۱۰٬۰۰۰ متر
- ماراتون
- ۱۱۰ متر با مانع
- ۴۰۰ متر با مانع
- ۳٬۰۰۰ متر با مانع
- دو ۲۰ کیلومتر
- دو ۵۰ کیلومتر
- ۴x۱۰۰ متر امدادی
- ۴x۴۰۰ متر امدادی
- پرش ارتفاع
- پرش با نیزه
- پرش طول
- پرش سه‌گام
- پرتاب وزنه
- پرتاب دیسک
- پرتاب چکش
- پرتاب نیزه
- دهگانه

## مدال‌ها بر پایه کشور
| رتبه | کشور                | طلا | نقره | برنز | مجموع |
| ۱    | ایالات متحده آمریکا | ۱۲  | ۲    | ۵    | ۱۹    |
| ۲    | بلاروس              | ۲   | ۳    | ۲    | ۷     |
| ۳=   | آلمان               | ۲   | ۲    | ۲    | ۶     |
| ۳=   | ایتالیا             | ۲   | ۲    | ۲    | ۶     |
| ۵    | کوبا                | ۲   | ۲    | ۰    | ۴     |
| ۶    | کنیا                | ۲   | ۱    | ۳    | ۶     |
| ۷=   | کانادا              | ۲   | ۱    | ۱    | ۴     |
| ۷=   | پرتغال              | ۲   | ۱    | ۱    | ۴     |
| ۹    | اوکراین             | ۲   | ۰    | ۱    | ۳     |
| ۱۰   | الجزایر             | ۲   | ۰    | ۰    | ۲     |
| ۱۱   | روسیه               | ۱   | ۴    | ۷    | ۱۲    |
| ۱۲   | جامائیکا            | ۱   | ۴    | ۲    | ۷     |
| ۱۳   | بریتانیای کبیر      | ۱   | ۳    | ۱    | ۵     |
| ۱۴=  | فنلاند              | ۱   | ۱    | ۱    | ۳     |
| ۱۴=  | بلغارستان           | ۱   | ۱    | ۱    | ۳     |
| ۱۶=  | باهاما              | ۱   | ۱    | ۰    | ۲     |
| ۱۶=  | اتیوپی              | ۱   | ۱    | ۰    | ۲     |
| ۱۶=  | اسپانیا             | ۱   | ۱    | ۰    | ۲     |
| ۱۹   | فرانسه              | ۱   | ۰    | ۲    | ۳     |
| ۲۰=  | جمهوری چک           | ۱   | ۰    | ۰    | ۱     |
| ۲۰=  | دانمارک             | ۱   | ۰    | ۰    | ۱     |
| ۲۰=  | جمهوری ایرلند       | ۱   | ۰    | ۰    | ۱     |
| ۲۰=  | سوریه               | ۱   | ۰    | ۰    | ۱     |
| ۲۰=  | تاجیکستان           | ۱   | ۰    | ۰    | ۱     |
| ۲۵   | مراکش               | ۰   | ۳    | ۱    | ۴     |
| ۲۶   | رومانی              | ۰   | ۲    | ۰    | ۲     |
| ۲۷=  | استرالیا            | ۰   | ۱    | ۱    | ۲     |
| ۲۷=  | بوروندی             | ۰   | ۱    | ۱    | ۲     |
| ۲۹=  | برمودا              | ۰   | ۱    | ۰    | ۱     |
| ۲۹=  | چین                 | ۰   | ۱    | ۰    | ۱     |
| ۲۹=  | قزاقستان            | ۰   | ۱    | ۰    | ۱     |
| ۲۹=  | مکزیک               | ۰   | ۱    | ۰    | ۱     |
| ۲۹=  | نامیبیا             | ۰   | ۱    | ۰    | ۱     |
| ۲۹=  | سورینام             | ۰   | ۱    | ۰    | ۱     |
| ۲۹=  | زامبیا              | ۰   | ۱    | ۰    | ۱     |
| ۳۶=  | مجارستان            | ۰   | ۰    | ۲    | ۲     |
| ۳۶=  | لهستان              | ۰   | ۰    | ۲    | ۲     |
| ۳۸=  | برزیل               | ۰   | ۰    | ۱    | ۱     |
| ۳۸=  | دومینیکا            | ۰   | ۰    | ۱    | ۱     |
| ۳۸=  | نیجریه              | ۰   | ۰    | ۱    | ۱     |
| ۳۸=  | نروژ                | ۰   | ۰    | ۱    | ۱     |
| ۳۸=  | ترینیداد و توباگو   | ۰   | ۰    | ۱    | ۱     |
| ۳۸=  | عربستان سعودی       | ۰   | ۰    | ۱    | ۱     |